# Weno
Weno (dříve Moen) je ostrovní a zároveň hlavní město souostroví státu Chuuk, který je jedním ze čtyř spolkových zemí Federativních států Mikronésie. Z celé Mikronésie je to druhé nejlidnatější město, v roce 2010 zde žilo asi 14 000 obyvatel. Rozlohou je to největší město Federativních států Mikronésie.

## Geografie
Weno se nachází v laguně Chuuk. Vesnice v laguně leží převážně při severozápadním pobřeží laguny (Sapuk, Penia, Peniesene, Tunnuk, Mechitiw, Iras, Nepukos, Mwan, Neiwe a Wichap, Epinup). Město Weno vesnicím slouží jako hlavní obchodní centrum laguny.
Nejvyšší bodem laguny je vrchol Mount Teroken s nadmořskou výškou 364 m.

## Doprava
Ve Wenu se nachází jediné mezinárodní letiště ve Federativních státech Mikronésie.

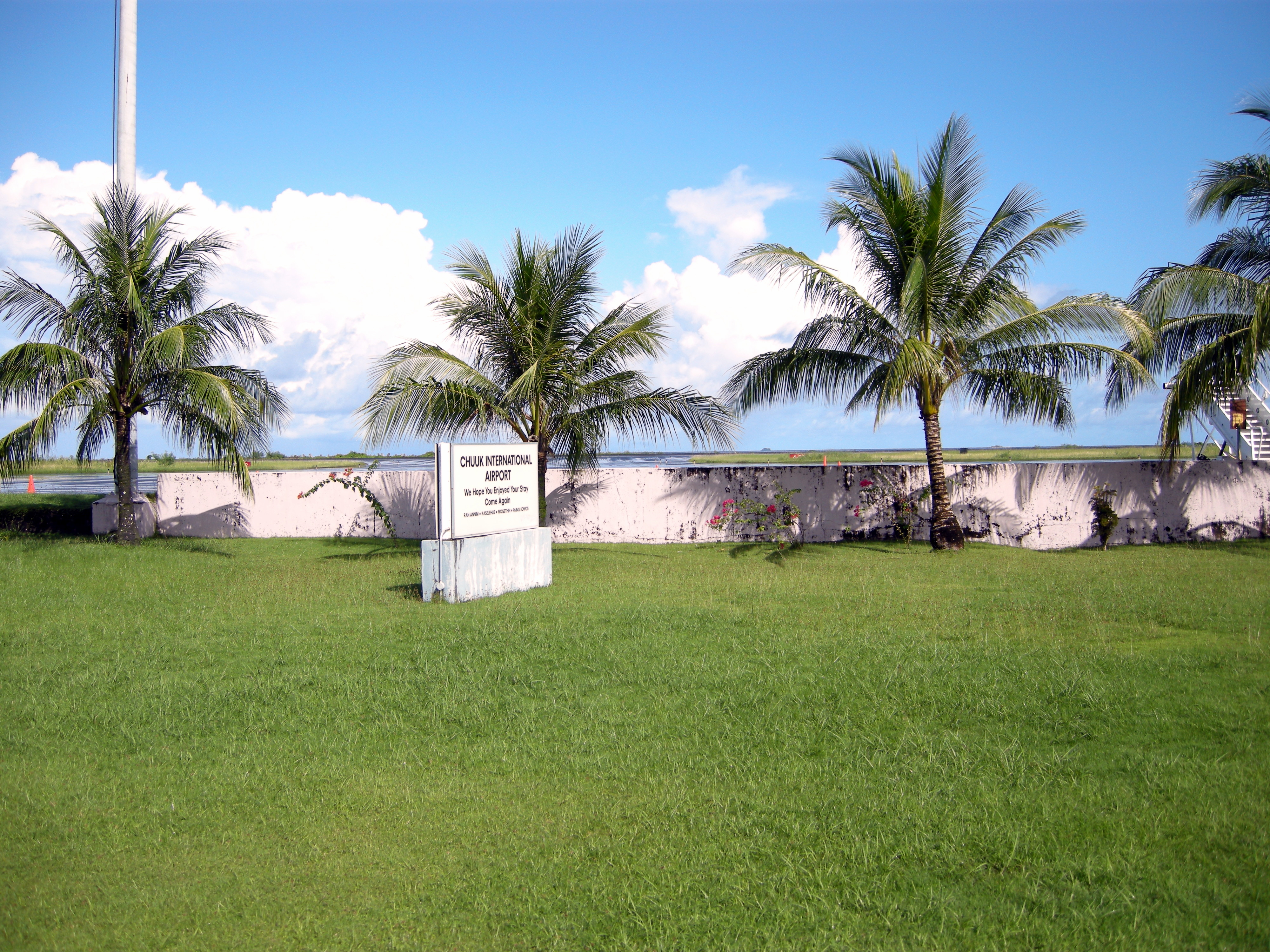
Letiště ve Wenu

Silnice na ostrově nejsou v dobrém stavu, veřejná doprava zde nefunguje, k dispozici je pouze taxi služba k rozvozu turistů po ostrově.
Je zde jeden přístav pro nákladní i osobní lodě. Místní obyvatelé pro dojíždění k okolním ostrovům využívají své vlastní čluny nebo loďky.

## Školy a vzdělání
Jsou zde státní školy jako Chuukská střední škola a Mikronéská vysoká škola (College of Micronesia-FSM). Existuje zde i několik dalších soukromých škol.